# داپلینویل، ویسکانسین
داپلینویل (به انگلیسی: Duplainville) یک منطقهٔ مسکونی در ایالات متحده آمریکا است که در شهرستان واکیشا، ویسکانسین واقع شده‌است. داپلینویل ۲۶۰٫۹۱ متر بالاتر از سطح دریا واقع شده‌است.